# 索姆瓦尔佩特
索姆瓦尔佩特（Somvarpet），是印度卡纳塔克邦Kodagu县的一个城镇。总人口7218（2001年）。

## 人口
该地2001年总人口7218人，其中男性3620人，女性3598人；0—6岁人口831人，其中男416人，女415人；识字率74.92%，其中男性为79.67%，女性为70.15%。